# Jacek Wiewiorowski
Jacek Tomasz Wiewiorowski (ur. 16 czerwca 1969) – polski prawnik, doktor habilitowany nauk prawnych, specjalizuje się w historii państwa i prawa oraz prawie rzymskim, profesor Uniwersytetu Gdańskiego.

## Życiorys
Studia prawnicze ukończył w 1992 na Wydziale Prawa i Administracji UAM. Rok później ukończył także historię na Wydziale Historycznym UAM. Po zakończeniu aplikacji zdał egzamin sędziowski (1998). W 2001 otrzymał stopień doktorski na podstawie pracy pt. Stanowisko prawne dowódców wojsk rzymskich w prowincjach Moesia Secunda i Scythia Minor (promotorem była Ewa Borkowska-Bagieńska). Habilitował się w 2014 na podstawie oceny dorobku naukowego i rozprawy Sądownictwo późnorzymskich wikariuszy diecezji. 
Pracował jako adiunkt w Katedrze Prawa Rzymskiego i Historii Prawa Sądowego na Wydziale Prawa i Administracji UAM, a od 2016 r. pracuje na stanowisku profesora w Zakładzie Prawa Rzymskiego Wydziału Prawa i Administracji Uniwersytetu Gdańskiego. Zasiada w międzynarodowej radzie naukowej łódzkiego Centrum Badań nad Historią i Kulturą Basenu Morza Śródziemnego i Europy Południowo-Wschodniej „Ceraneum”. Jest członkiem m.in. Polskiego Towarzystwa Historycznego (od 2010) oraz Poznańskiego Towarzystwa Przyjaciół Nauk (od 2011). Pełnił funkcję redaktora naczelnego biuletynu gminnego „Czas Dopiewa” (2011). 
Wnioskodawca uchwały Rady Wydziału WPiA UG, wyrażającej sprzeciw wobec „działań zagrażających standardom demokratycznego państwa prawnego”, przyjętej w dniu 26 listopada 2018 roku. 

## Wybrane publikacje
- Stanowisko prawne rzymskich dowódców wojsk prowincjonalnych - duces w prowincjach Scythia Minor i Moesia Secunda, wyd. 2007, ISBN 978-83-7177-492-8
- Duces of Scythia Minor. A prosopographical study, wyd. 2008, ISBN 978-83-60251-15-7
- Odkrywanie rzymskiej Dacji. Przygoda intelektualna (tłumaczenie, autor: Radu Ardevan), wyd. 2010, ISBN 978-83-60251-42-3
- Sądownictwo późnorzymskich wikariuszy diecezji, wyd. 2012, ISBN 978-83-232-2496-9
- ponadto rozdziały w pracach zbiorowych i artykuły publikowane w czasopismach prawniczych, m.in. w „Czasopiśmie Prawno-Historycznym”[3]